# Булган (Дорнод)
Булган (монг. Булган) — сомон аймаку Дорнод, Монголія. Територія 6,9 тис. км², населення 2,2 тис. Центр — селище Ундурхошуу, розташоване на відстані 60 км від Чойбалсану та 590 км від Улан-Батора.

## Рельєф
Рівна місцевість з невеликими сопками. Багато невеликих озер.

## Клімат
Різкоконтинентальний клімат. Середня температура січня −23°С, липня +24°С. Протягом року в середньому випадає 200 мм опадів.

## Тваринний та рослинний світ
Водяться антилопи-джейрани, зайці.

## Соціальна сфера
Школа, лікарня, культурний та торговельно-культурний центри.